# 墳墓二
宝瓶座γ,中名坟墓二,又名HD 212061,HR 8518,SAO 146044等，是位于宝瓶座的一颗恒星，视星等3.85，距地球约164光年。